# Берлин, Зеев
Зеев (Вольф) Берлин (1906, Санкт-Петербург, Российская империя — 1967, Израиль) — израильский архитектор.

## Биография
Зеев Берлин родился в Петербурге. Репатриировался в Палестину вместе с родителями в 1921 году. Учился в Брюсселе. Работал затем архитектором в Брюсселе. В 1931 году вернулся в Палестину и работал в качестве партнёра своего отца, Иосифа Берлина, до 1936 года, после чего переехал в Хайфу. Начиная с 1940 года и во время второй мировой войны работал в Департменте Общественных Работ в Иерусалиме.

## Избранные постройки
Жилые здания в Тель-Авиве (совместно с Иосифом Берлином):
- Улица Бялика, 19. 1922
- Улица Алленби, 115. 1925
- Улица Ахад-ха-Ам, 80. 1929
- Улица Алленби, 46. 1929
- Бульвар Ротшильда, 82. 1932
- Улица Нахмана, 41. 1933
- Бульвар Ротшильда, 126. 1933
- Улица Иехуды Халеви, 47. 1933
- Улица Иехуды Халеви, 54. 1933
- Улица Ахад, 89. 1934
- Улица Грузенберга, 16. 1934
- Улица Маз, 56. 1935
- Улица Монтефиори,14. 1935
- Бульвар Ротшильда, 130. 1935